# Chiesa di Santa Caterina (Anterivo)
La chiesa di Santa Caterina, detta anche chiesa dei Santi Caterina e Giacomo, è la parrocchiale di Anterivo, in provincia di Bolzano e diocesi di Bolzano-Bressanone; fa parte del decanato di Egna-Nova Ponente.

## Storia
L'originaria chiesa di Santa Caterina di Anterivo sorse alla fine del Medio Evo, nel XV secolo.
Sul finire del XIX secolo la parrocchiale venne interessata da un intervento di ricostruzione in stile neogotico, condotto nel 1871 su progetto di Simone Longo.

## Descrizione

### Esterno

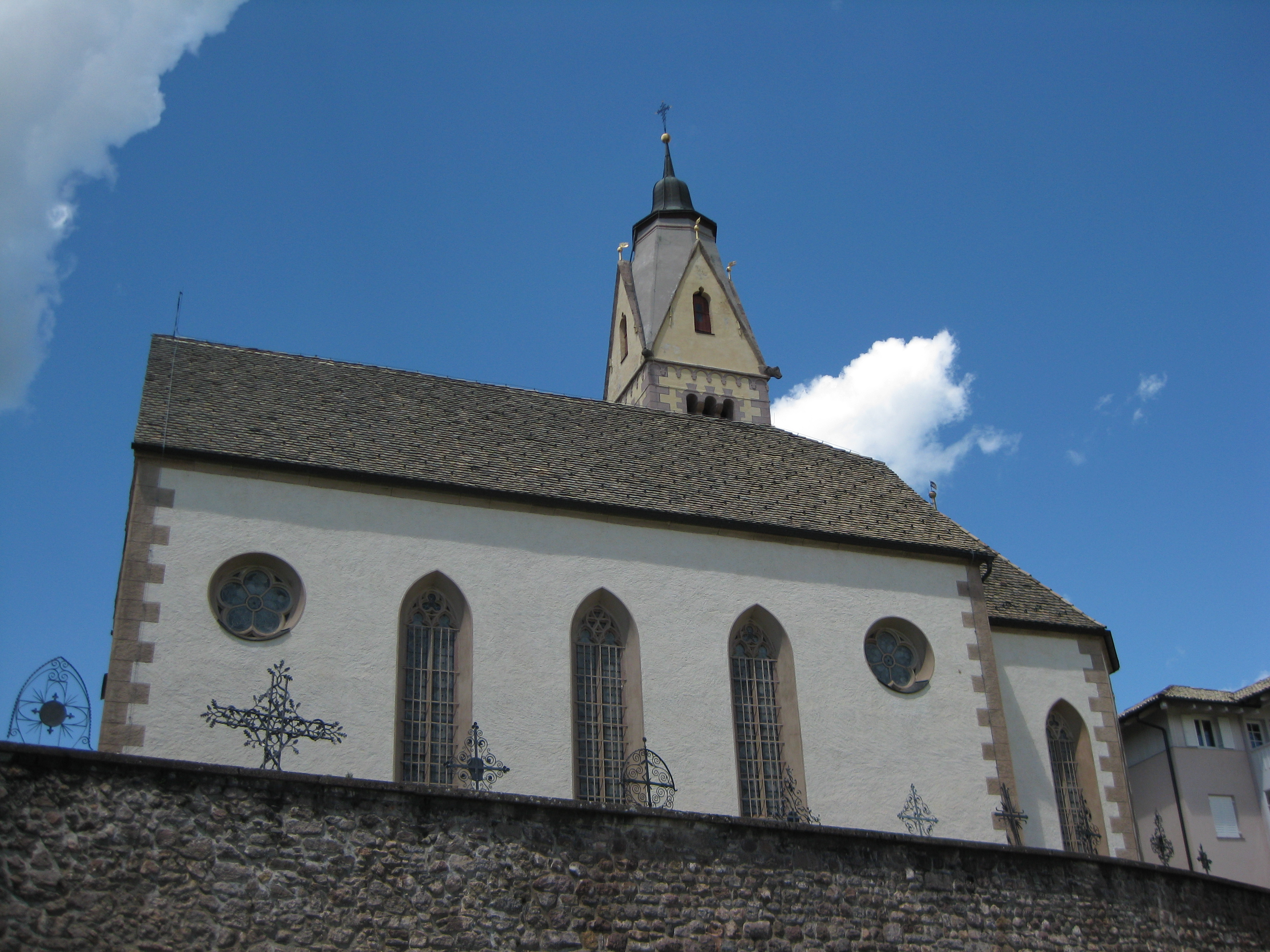
Il fianco meridionale della chiesa

La facciata a capanna della chiesa, che guarda a ponente, è caratterizzata ai lati da due cornici in mattoni; al centro s'apre il portale d'ingresso tardogotico, protetto da una tettoia, mentre sopra vi sono il rosone e una finestrella a sesto acuto.
I fianchi dell'edificio, anch'essi intonacati come il prospetto principale, presentano delle finestre e degli oculi.
Annesso alla parrocchiale è il campanile a base quadrata, la cui cella presenta su ogni lato un doppio ordine di trifore ed è coronata dalla copertura in rame poggiante su quattro frontonicini. Contiene 5 campane in Solb3 calante (Solb3, Sib3, Reb4, Mib4, Solb4) elettrificate a slancio normale fuse da Carlo e Mario Colbachini di Trento nel 1928.

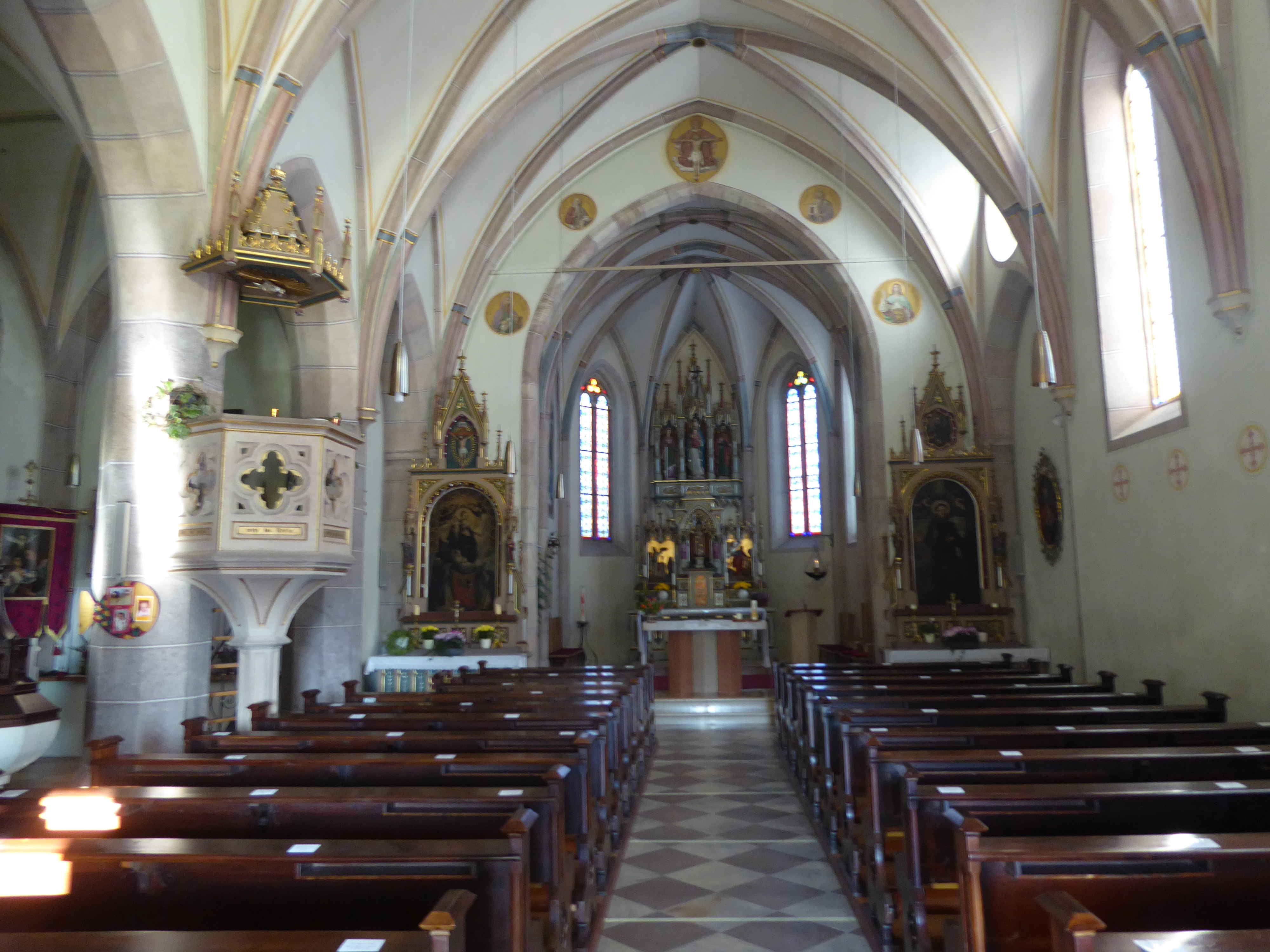
L'interno

### Interno
L'interno della chiesa si compone della navata principale voltata a crociera e di una laterale sulla sinistra, le quali sono suddivise da pilastri sorreggenti degli archi; al termine dell'aula si sviluppa il presbiterio, rialzato di due gradini, ospitante l'altare e chiuso dall'abside poligonale, sulla cui parete si aprono due alte finestre.
Il pavimento della navata è costituito da quadrotte in marmo bicrome alternate.